# تامیکا کتچینگس
تامیکا کتچینگس (به انگلیسی: Tamika Catchings) بازیکن بسکتبال زن اهل ایالات متحده آمریکا است. وی در بین سال‌های ‎۲۰۰۴ تا ۲۰۱۲ میلادی در مسابقات بازی‌های المپیک تابستانی در مجموع ۳ مدال طلا را کسب کرد.